# Deutsche Ölmaschinen-Gesellschaft
Die Deutsche Ölmaschinen-Gesellschaft wurde 1914 gegründet und verfügte über einen von der Hapag übertragenen Lizenzvertrag mit der Kopenhagener Firma Burmeister & Wain für den Bau von Schiffs-Dieselmotoren.

## Geschichte
Albert Ballin, Direktor der Hamburg-Amerikanische Packetfahrt-Actien-Gesellschaft (HAPAG) hatte mit den Schiffsmotoren von Junkers, eingebaut auf der 1912 bei der AG Weser vom Stapel gelaufenen Primus und von MAN, eingebaut auf der Secundus bei Blohm & Voss, schlechte Erfahrungen gemacht. Daher hatte er 1912 die Fionia, ein Schwesterschiff der Selandia, von Burmeister & Wain, Kopenhagen gekauft und sich von den Vorteilen des Motorenantriebes für Schiffe überzeugt. Die Hapag kaufte von Burmeister & Wain die Lizenz der Patente für den Bau der Motoren in Deutschland und übertrug sie an die mit anderen Firmen 1914 (nach anderer Quelle 1916) gegründeten Deutsche Ölmaschinen-Gesellschaft GmbH mit William Scholz als Geschäftsführer in Berlin Friedrichstr. 110–112.

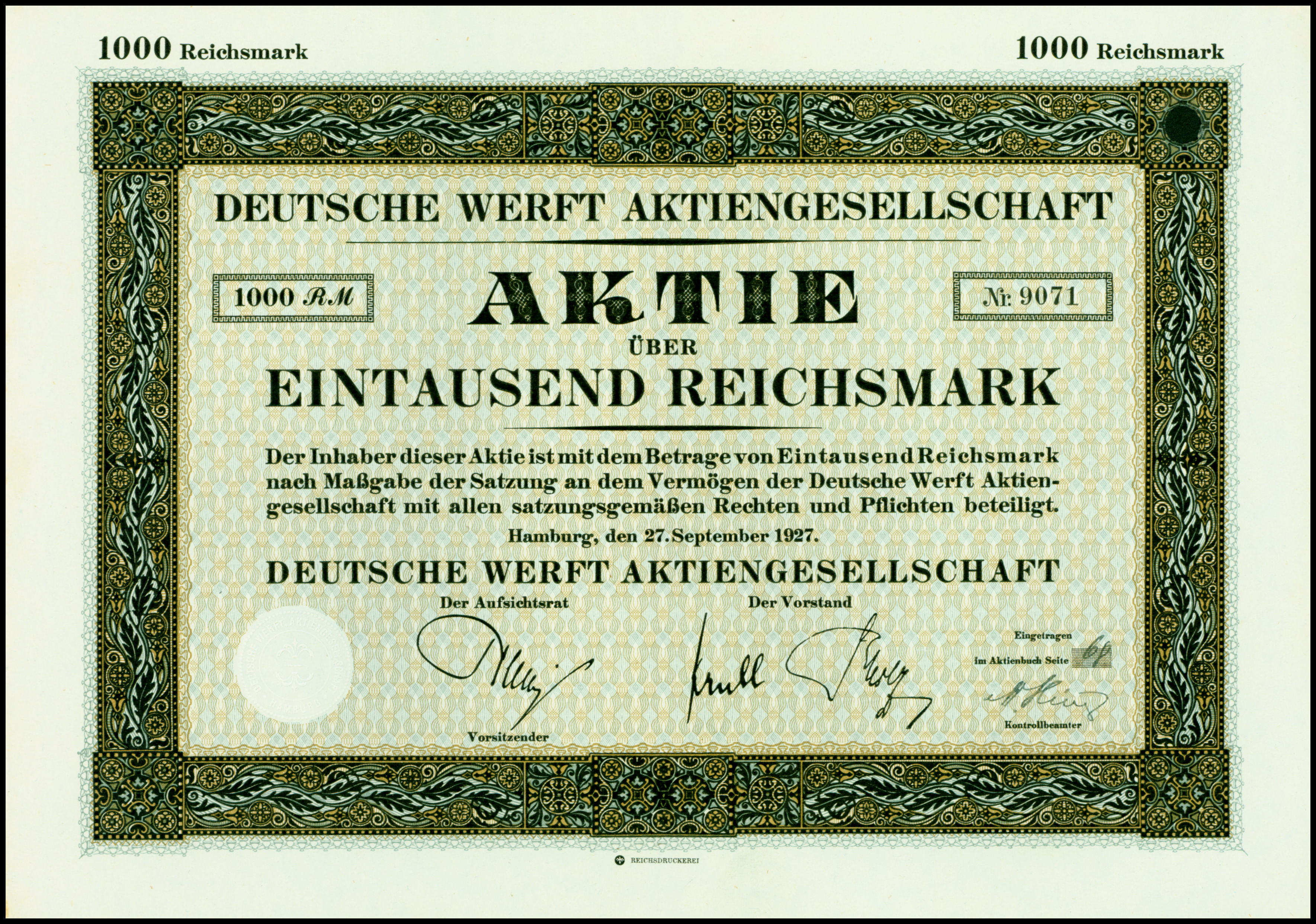
Aktie über 1000 RM der Deutsche Werft AG vom 27. September 1927

Nach dem Beginn des Ersten Weltkrieges und vielen Schiffsverlusten machte Ballin sich Sorgen um die deutsche Handelsschifffahrt. Er erteilte dem technischen Leiter der HAPAG, William Scholz, der 1912 zum Prokuristen ernannt wurde, den Auftrag, eine neue Werft zum Bau von Motorschiffen zu planen, um nach Kriegsende die Verluste der deutschen Handelsflotte schnell zu ersetzen. Dr. Scholz kam ursprünglich von der Kaiserlichen Werft Kiel, hier wurden u. a. Kriegsschiffe mit Dieselmotoren geplant und entsprechende Dieselmotoren wurden von der Kaiserlichen Marine mit 2000 PS pro Zylinder 1910 bei MAN und Krupp in Auftrag gegeben. 1916 präsentierte Scholz seine Ausarbeitungen, die sich auf den Serienschiffbau von Motorfrachtern mit 7000–8000 tdw bezog und zur Gründung und Bau der Deutschen Werft führte.

## 1919 Der Lizenzvertrag geht auf AEG über
Daher schloss Scholz mit Burmeister & Wain, Kopenhagen einen Lizenzvertrag für den Bau von doppeltwirkenden Zweitakt-Dieselmotoren. Die Lizenz wurde auf die neu gegründete Deutsche Ölmaschinen-Gesellschaft, Hamburg übertragen und 1919 gingen die Rechte auf die AEG über, die von 1917 bis 1927 galten.  Dieser Lizenzvertrag und die Beteiligung der AEG neben der Gutehoffnungshütte (GHH), und die HAPAG als Gründungsaktionär der 1918 gegründeten Deutschen Werft waren mit ein Grund für das weitere Engagement der AEG am Großmotorenbau mit Zweitaktmaschinen. Die AEG war vorher bereits am Bau vom Viertaktmotoren für U-Boote beteiligt.
Von der AEG wurde 1925 die Direkteinspritzung bei Schiffsdieselmotoren nach dem System AEG-Hesselman eingeführt, denn zu dieser Zeit erfolgte die Brennstoffzufuhr mit hochgespannter Druckluft, die zusätzliche Druckluftkompressoren erforderten. Maßgeblich beteiligt an dieser Entwicklung war der schwedische Ingenieur Knut Jonas Elias Hesselman, dessen Einspritzdüsen erfolgreich patentiert wurden. Diese aus dem Lizenzvertrag der Deutsche Ölmaschinen-Gesellschaft mit der Kopenhagener Firma Burmeister & Wain weiterentwickelten Zweitaktmotoren, die inzwischen als AEG-Hesselmann Maschinen bezeichnet wurden, waren mit Hesselmanns patentierten Einspritzdüsen zur Direkteinspritzung ausgestattet. Es entfiel der bisher notwendige aufwendige Luftkompressor für die Brennstoffeindüsung.

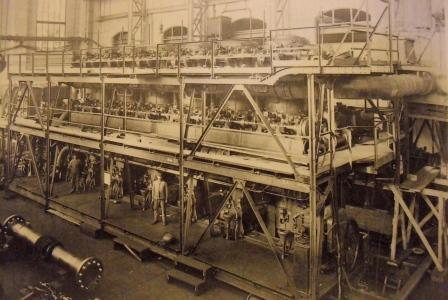
MAN Nürnberg-Versuchsmotor SN 1200/6 mit 12.000 PS für die Kaiserliche Marine 1914 fertig montiert

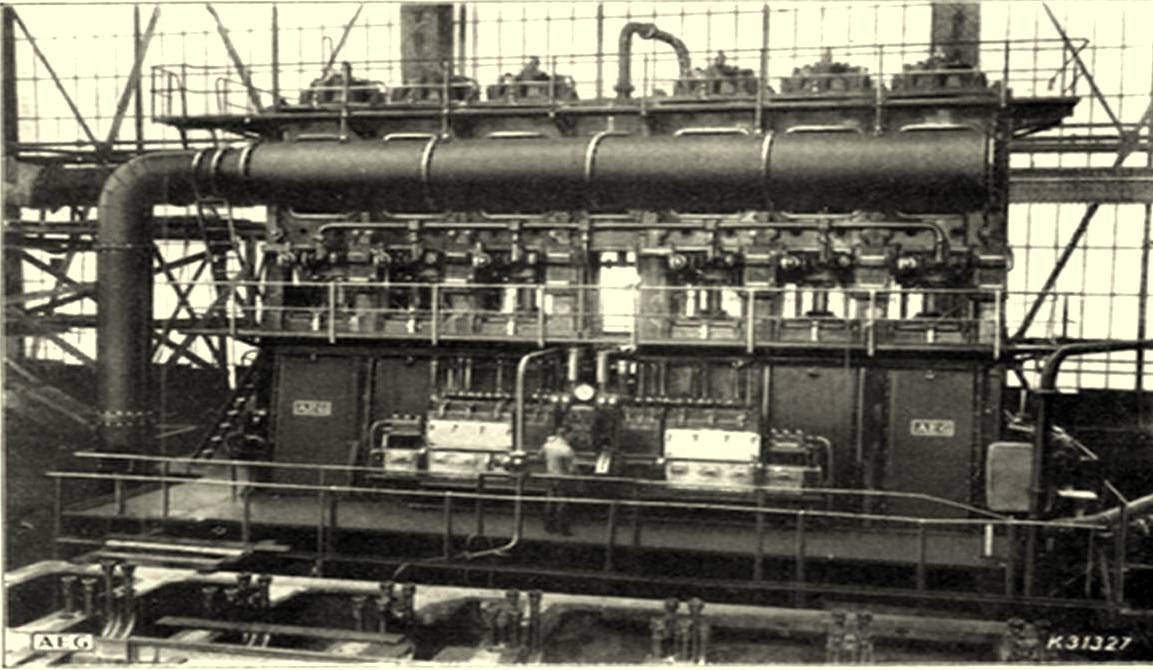
Die Kulmerland erhielt einen der ersten drei deutschen kompressorlosen doppeltwirkenden Zweitakt-Dieselmotoren Bauart AEG-Hesselman, die 1928 bei der Deutschen Werft in Hapagschiffe installiert wurden

1928 entstanden auf der Deutschen Werft für die Hapag drei Kombischiffe für den Fernost-Dienst. Diese Schiffe, die Leverkusen, Duisburg und Kulmerland erhielten die ersten deutschen kompressorlosen doppeltwirkenden Zweitakt-Dieselmotoren dieser Bauart AEG-Hesselman. Sie hatten 6 Zylinder, eine Bohrung von 700 mm, einen Hub von 1200 mm und hatten bei der Drehzahl von 90/min die Nennleistung von 4500 PS (3312 kW).
1935 verkaufte die AEG aufgrund von Patentstreitigkeiten alle Motorenrechte und auch die AEG Rechte an den Hesselman-Patenten an die MAN. Die Lizenzzahlung an Hesselman erfolgten zukünftig von MAN und MAN zahlte an die AEG eine hohe Abfindung.